# Шкадов Іван Миколайович
Іван Миколайович Шкадов (19 квітня [2 травня] 1913, село Наумове Мосальського повіту Калузької губернії, тепер Спас-Деменського району Калузької області, Російська Федерація — 15 лютого 1991, Москва) — радянський військовий діяч, Герой Радянського Союзу (21.02.1978), генерал армії. Депутат Верховної Ради СРСР 9—11-го скликань (1977—1989 рр.).

## Біографія
Народився в селянській родині. У 1931 році закінчив середню школу. Обирався секретарем комсомольської організації школи, членом бюро районного комітету ВЛКСМ. З 1931 року був на комсомольській роботі: керував сектором учнівської молоді в Спас-Деменському районному комітеті ВЛКСМ та завідував відділом культурно-масової роботи в Нелідовському районному комітеті ВЛКСМ. З 1933 року працював секретарем сільської комуни (те ж, що й голова сільради), старшим інструктором Нелідовського райвиконкому в Калінінській області РРФСР.
У жовтні 1935 року призваний до лав Червоної Армії. Навчався в Горьковській бронетанковій школі, потім був переведений до Харкова. У 1938 році закінчив Харківське бронетанкове училище, направлений командиром танкового взводу на Далекий Схід.
Влітку 1938 року як командир танкового взводу 136-го окремого танкового батальйону 2-ї механізованої бригади Окремої Червонопрапорної Далекосхідної армії (ОЧДА) брав участь в боях біля озера Хасан, під час яких виявив відвагу і був нагороджений орденом Червоної Зірки. Член ВКП(б) з 1938 року.
З грудня 1938 року — заступник командира танкової роти 42-ї танкової бригади ОЧДА. Потім був помічником начальника і начальником штабу окремого танкового батальйону на Далекому Сході.
З початком німецько-радянської війни в діючій армії. З червня 1941 року — помічник начальника штабу танкового полку з розвідки і командир танкового батальйону 58-ї танкової дивізії на Брянському, Західному, Південному, Південно-Західному, Сталінградському фронтах. Брав участь в Московській і Сталінградській битвах.
З грудня 1942 року — командир 52-го окремого Дніпродзержинського Червонопрапорного ордена Суворова танкового полку на Донському, 2-му Українському і 3-му українському фронтах. Брав участь у визволенні Донбасу, в битві за Дніпро, у звільненні Молдови. Відзначився в Яссько-Кишинівській операції, звільненні Румунії, Болгарії, Югославії. З листопада 1944 року — командир 96-ї окремої Шуменської танкової бригади імені Челябінського комсомолу. Закінчив війну в званні підполковника.
З 1945 по 1950 рік — командир важкого танкосамохідного полку. З 1950 по 1952 рік — заступник командира механізованої дивізії.
У 1953 році закінчив курси удосконалення офіцерського складу при Військовій академії бронетанкових і механізованих військ імені Сталіна. З 1953 по 1957 роки — командир танкової дивізії.
Закінчив Військову академію Генерального штабу в 1959 році. З 1959 по 1961 рік — командир танкової дивізії.
З березня 1961 по 1964 рік — заступник командувача військ Прикарпатського військового округу із бойової підготовки та вузів — начальник управління бойової підготовки та вузів.
З 1964 по 1967 рік — в тривалому відрядженні на Кубі: старший групи радянських військових спеціалістів і головний консультант Міністерства Революційних збройних сил Республіки Куба, відіграв велику роль у формуванні кубинських збройних сил.
З квітня 1967 по грудень 1968 року — командувач Північною групою військ на території Польщі.
З грудня 1968 року — перший заступник начальника Військової академії Генерального штабу. З липня 1969 року — начальник Головного управління військово-навчальних закладів Міністерства оборони СРСР.
З серпня 1972 по січень 1987 року — начальник Головного управління кадрів Міністерства оборони СРСР, одночасно з 1982 по січень 1987 року — заступник міністра оборони СРСР із кадрів. Військове звання генерал армії присвоєно указом Президії Верховної Ради СРСР від 29 квітня 1975 року.
Указом Президії Верховної Ради СРСР від 21 лютого 1978 року генералу армії І. Н. Шкадова в групі інших вищих воєначальників СРСР присвоєно звання Героя Радянського Союзу «за вміле керівництво військами, особисту мужність і відвагу в роки Великої Вітчизняної війни, великий внесок в підготовку і підвищення бойової готовності військ в післявоєнний період і в зв'язку з 60-річчям Радянської Армії і Військово-Морського флоту». Голова редакційної колегії біографічного довідника «Герої Радянського Союзу». Перший голова Об'єднаної редакції Всесоюзної «Книги пам'яті».
З січня 1987 по лютий 1991 року — військовий інспектор-радник Групи генеральних інспекторів Міністерства оборони СРСР. У 1989—1991 роках — голова Всесоюзної редколегії «Книги Пам'яті полеглих в роки Великої Вітчизняної війни». Автор мемуарів «А пам'ять нам спокою не дає…».
Жив у Москві. Трагічно загинув 15 лютого 1991 року, був збитий автомобілем під керуванням кубинського дипломата на вулиці Фрунзе. Похований на Новодівочому цвинтарі Москви.
Почесний громадянин Калуги (24.08.1983).

## Сім'я
- Дружина, Шкадова Марія Петрівна(1920—2012)[1].
  - Син, А. І. Шкадов, був генеральним директором смоленського виробничого об'єднання «Кристал» — великого виробника діамантів. В 1998 році був вбитий, вбивство не розкрите.
    - Онук, М. А. Шкадов, з 2004 року є генеральним директором ВО «Кристал».

  - Дочка, Тетяна Іванівна Шкадова.[джерело не вказане 3382 дні]
  - Дочка, Лідія Іванівна Шолохова.[джерело не вказане 3382 дні]

## Звання
- генерал-майор (1953)
- генерал-лейтенант
- генерал-полковник (.02.1968)
- генерал армії (29.04.1975)

## Нагороди
- Герой Радянського Союзу (21.02.1978)
- три ордени Леніна (8.01.1942, 21.02.1978,)
- орден Жовтневої Революції (28.04.1973)
- п'ять орденів Червоного Прапора (1.10.1943, 28.02.1944,)
- орден Суворова 3-го ступеня (17.10.1944)
- орден Вітчизняної війни 1-го ступеня (11.03.1985)
- два ордени Червоної Зірки (25.10.1938,)
- медалі СРСР;
- іноземні ордени і медалі.